# Draconarius tryblionatus
Draconarius tryblionatus là một loài nhện trong họ Amaurobiidae.
Loài này thuộc chi Draconarius. Draconarius tryblionatus được miêu tả năm 1991 bởi Jia-Fu Wang & Zhu.